# Jenny Osterman
Jenny Wilhelmina Emilia Osterman, född 19 april 1866 i Lund, död 5 augusti 1934 i Höör, var en svensk konstnär. Hon var dotter till häradshövdingen John Reinhold Osterman och konstnären Hilma Osterman samt syster till konstnären Hilma Johanna Osterman.
Osterman studerade för Fredrik Krebs i Lund 1882–1893. Hon deltog i Konstföreningen för södra Sveriges utställning i Malmö 1894, i Industri, slöjd och konstutställningen i Lund 1907, Skånska konstnärslagets utställningar i Malmö 1905 och 1907 och i Lund 1908 samt utställningen Lundakonstnärer på Lunds universitets konstmuseum 1919. 
Osterman har målat porträtt och blomsterstilleben i akvarell och olja samt miniatyrer på elfenben. 
Hon illustrerade Ambrosius De första läsövningarna 1914–1918 och gjorde textning, teckningar och porträttmedaljonger för Torups krönika 1894–1912 samt landskapsplancher och växtstudier för pedagogiska ändamål. Osterman är representerad vid bland annat Nordiska museet.
Osterman skrev även barnböckerna
På fjorton dagar 1895 och Små och stora barn 1916 samt medverkade med berättelser i Tidskrift för hemmet och Dagny och med barnberättelser i olika barntidningar.